# Масейо
Масейо́ (порт. Maceió) — город в Бразилии, столица штата Алагоас. Порт на побережье Атлантического океана. Составная часть мезорегиона Восток штата Алагоас. Входит в экономико-статистический микрорегион Масейо. Население составляет 957 916 человек на 2022 год. Занимает площадь 511 км². Плотность населения — 1880,77 чел./км².
Праздник города — 9 декабря.
В городе расположен Федеральный университет Алагоас.

## История
Город основан 5 декабря 1815 года.

## Статистика
- Валовой внутренний продукт на 2005 год составляет 6 114 507 тыс. реалов (данные: Бразильский институт географии и статистики).
- Валовой внутренний продукт на душу населения на 2005 год составляет 6768,00 реалов (данные: Бразильский институт географии и статистики).
- Индекс развития человеческого потенциала на 2000 год составляет 0,739 (данные: Программа развития ООН).

## География
Климат тропический, средняя температура +25 градусов. В соответствии с классификацией Кёппена, климат относится к категории As.

## Экономика
Город является не только административным, но и важным промышленным центром. Ведущую роль в экономике играет переработка сахара и хлопка, возделываемых в окрестностях. За последние десятилетия Масейо, благодаря своему удобному расположению, превратился в центр отдыха и туризма. Этому способствовали его живописные ландшафты и соседство с крупным городом Ресифе, расположенным к северо-востоку. С каждым годом всё большее число жителей Масейо вовлекается в туристический бизнес.

## Транспорт
Международный аэропорт «Зумби-дус-Палмарис».

## Галерея

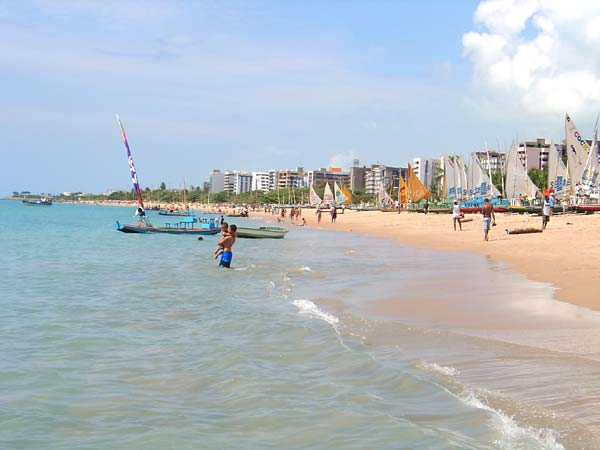
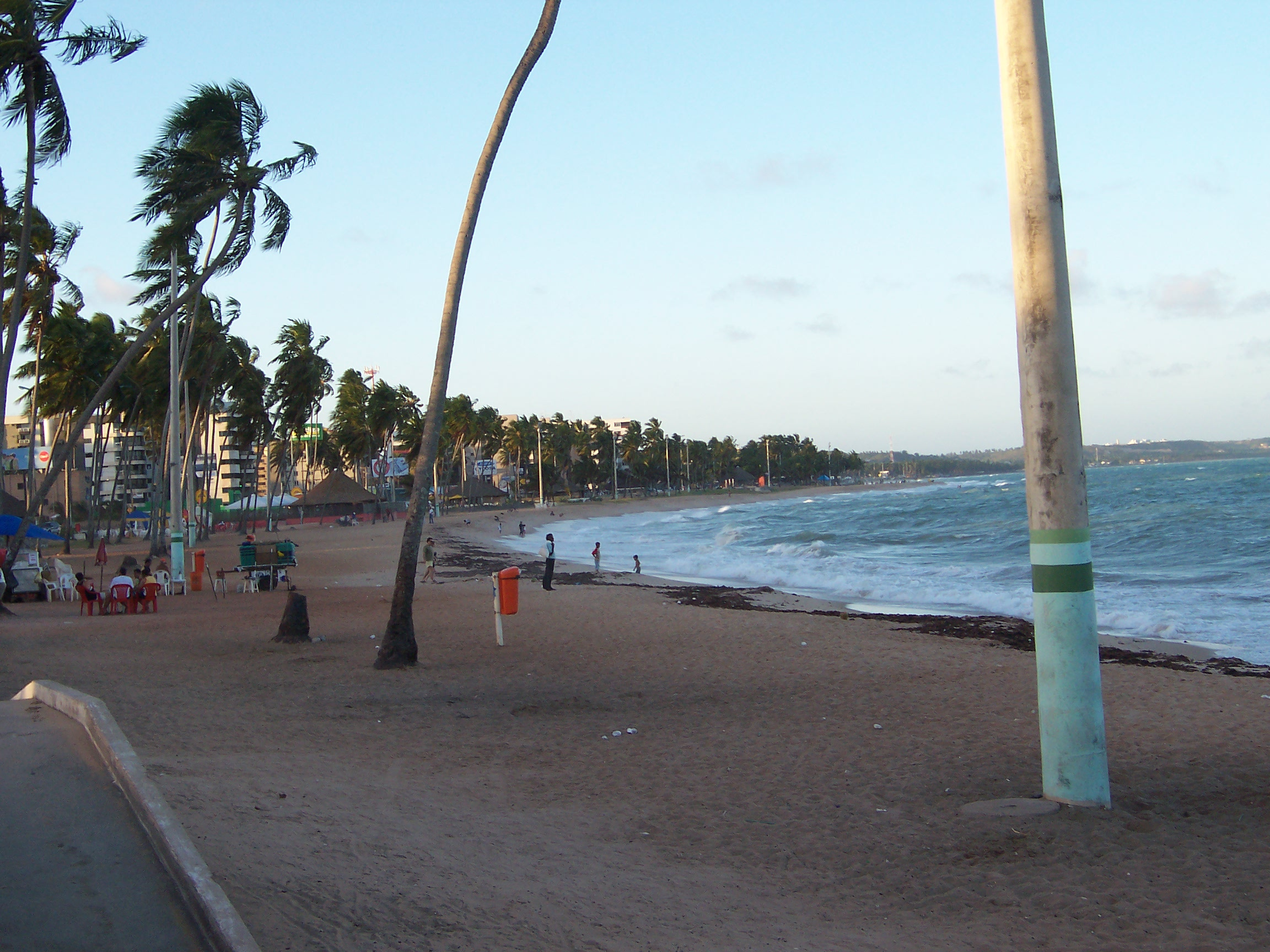

## Известные личности
Роберто Фирмино — бразильский футболист, нападающий. В период с 2015 по 2023 год выступал за «Ливерпуль».
Кеплер Лаверан Лима Феррейра (Пепе) — футболист, защитник сборной Португалии и клуба «Порту». Известен выступлениями за «Реал Мадрид».  